# Unión Deportiva Melilla
La Unión Deportiva Melilla es un club de fútbol de la ciudad autónoma de Melilla (España). Fue fundado en 1943 y juega en el Grupo 5 de la Segunda Federación. Es el decano del fútbol melillense y ostenta el récord de campañas consecutivas en Segunda B, con 33 temporadas.

## Historia

### Precedentes
La antigua Unión Deportiva Melilla fue fundada el 6 de febrero de 1943 mediante la fusión de los equipos principales en la ciudad en ese momento.
La primera competición oficial disputada por el club norteafricano fue la Copa de Marruecos, que englobaba equipos de la España norteafricana y del Protectorado Español de Marruecos, proclamándose campeón invicto del torneo. La temporada 1943-44 acabó con gran éxito, ya que acabó campeón de la región española del norte de África, hecho que le daba oportunidad de disputar la fase de ascenso a Tercera División. En dicha promoción se enfrentó en primer lugar al Electromecánica de Córdoba, que llegaba como campeón de Andalucía, al que consiguió eliminar. Posteriormente se vería emparejado contra el Hércules de Cádiz, al que ganaría los 2 partidos (3-1 en Melilla y 1-2 en Cádiz), consiguiendo no solo el ascenso a Tercera División, sino convirtiéndose en el primer equipo de la ciudad en lograrlo.
En la temporada 1944-45 el club debuta en Tercera División con una plantilla formada en su totalidad por futbolistas de la ciudad, acabando en un meritorio 5.º lugar.
La temporada 1945-46 significó un importante cambio en el equipo norteafricano, llegando los primeros fichajes de jugadores ajenos a la ciudad al equipo entrenado por Gaspar Rubio. En el Grupo X de la categoría, consiguieron quedar en 3.ª posición a solo 4 puntos del líder, clasificándose para la segunda fase. Esa temporada, el 29 de septiembre de 1945 se inauguraría el actual estadio del Melilla, el Álvarez Claro, con capacidad para 12.000 espectadores.
Mejor aún fue la siguiente temporada, la 1946-47 en la que tras acabar en primera posición la fase inicial, consiguió un segundo puesto en la fase intermedia que le otorgó el derecho a disputar la fase de ascenso a Segunda División, actuación que repetiría en la siguiente campaña.
En la 1949-50 el club consiguió el ansiado ascenso a Segunda, manteniéndose cuatro años en la categoría. En 1954 volvió a Tercera División en la que disputó otras dos temporadas a gran nivel. Pero en 1956, la independencia de Marruecos convulsionó el grupo XIII de Tercera, donde casi todos los clubes pertenecían a ciudades marroquíes y por lo tanto abandonaban la competición. La RFEF adjudicó la plaza del España de Tánger que en la 1955-56 había jugado en Segunda División a la UD Melilla, siempre que se hiciera cargo de los cuatro millones de pesetas de su deuda, condición inasumible dada la difícil situación económica de la entidad, provocando la desaparición del club.
Pero Melilla no podía quedar huérfana de fútbol. Había varios equipos de categoría regional, entre ellos el Club Deportivo Tesorillo, que en esa misma temporada había conseguido el ascenso a Tercera División. Con el visto bueno de la Federación, este club adoptó inmediatamente el nombre de Melilla Club de Fútbol, nombre con el que disputaría las siguientes veinte campañas en las que incluso consiguió competir durante cuatro años en Segunda División.
En 1971 se funda la Sociedad Deportiva Melilla, que empieza en categorías regionales y alcanza el ascenso a Tercera en la temporada 1973-74, consiguiendo un décimo y un decimosexto puesto en sus dos temporadas en la División de Bronce.

### U.D. Melilla actual
En el año 1976, el Melilla CF desciende de Tercera. Es entonces cuando la Sociedad Deportiva Melilla decide fusionarse con el Gimnástico de Cabrerizas para formar un equipo fuerte en Tercera División, naciendo el Club Gimnástico Melilla, que cuatro años después se renombraría a Unión Deportiva Melilla.
Tras once temporadas en Tercera, la Segunda División B se amplía a 80 equipos en la campaña 1987-88, momento que aprovecha la entidad para ascender a la categoría en la que ha militado las últimas décadas.
La temporada 98-99 fue la más importante del club en los últimos años, acabando en 1.ª posición en el Grupo IV de la Segunda División B gracias al entrenador Juan Ramón López Caro. Finalmente, no consiguió el ascenso tras no superar la liguilla de ascenso a Segunda División.
En la temporada 2009-10 el club melillense se convirtió en uno de los más fuertes de la categoría, siendo líder durante 14 jornadas consecutivas. Finalmente acabaría 2.º en el Grupo IV de Segunda División B con 22 victorias, 10 empates y 6 derrotas. En la fase de ascenso fue emparejado con el Universidad de Las Palmas Club de Fútbol, perdiendo los 2 partidos por 1-0 y 0-3, por lo que no logró el ascenso.
En la temporada 2010-11 el club de la ciudad autónoma conseguía su tercer puesto en la clasificación estando todavía Andrés García Tébar al frente del banquillo azulino. En el playoff fue derrotado en la primera fase por el CD Alavés por 1-1 y 1-0.
En la temporada 2011-12 llegaba como nuevo inquilino al banquillo Óscar Cano Moreno que con un alto presupuesto no logró meter al equipo en la liguilla por el ascenso a la Liga Adelante. En junio de 2012 Óscar Cano Moreno tomaba la decisión de marcharse del club y el nuevo entrenador sería Juan Moya. Además, el consejero de deportes Miguel Marín pedía al club que para la temporada 2012-13 la mitad de la plantilla estuviera formada por jugadores de la ciudad.
La temporada 2012-13 es de las más prósperas del club en la Copa del Rey, ya que consiguió eliminar a la Real Balompédica Linense y al Constancia de Inca, y en dieciseisavos de final se enfrentó al Levante UD en el que el partido de ida en el Estadio Municipal Álvarez Claro ganó 1-0 al equipo de Juan Ignacio Martínez y en la vuelta perdió 4-1. La temporada sigue adelante y el Melilla con una plantilla muy corta y la mitad de ella con jugadores de Melilla, que apenas disfrutaron de minutos, se coloca en los puestos altos de la clasificación, acabando en el noveno puesto. En enero de 2013, el jugador Fausto Tienza se marcha al Betis "B" por la cantidad de 50.000 €.
La temporada 2014-15 comienza con un cambio en el cuerpo técnico, colocando a Fernando Currás como entrenador del conjunto unionista y con la creación de la escuela de portero José Luis Montes Vicente y la escuela de iniciación al fútbol Quique Alonso, excapitán de la UD Melilla. En la pretemporada consigue el Torneo Estación de San Roque imponiéndose al San Bernardo y al filial del Algeciras.
La temporada 2016-17 comienza con un cambio en la dirección del club. Con la convocatoria de elecciones, salió elegido como el único candidato que se presentó, Luis Manuel Rincón Pérez, pasando a ser presidente de la UD Melilla. Contando entre sus miembros de la junta directiva con exjugadores de fútbol profesionales como Bartolomé Hernández Alcalá (Totó) y Alex Fernández. Este cambio de directiva trajo consigo la contratación de Josu Uribe, para hacerse cargo de la dirección deportiva del primer equipo, así como incorporaciones de nuevos jugadores con el objetivo de tener el equipo en los primeros puestos de la tabla clasificatoria. Asimismo, esta nueva junta directiva ha impulsado un reclamo a lo sociedad melillense para ser socio y abonado del club con los precios más económicos de España. El lema de la campaña de la UD Melilla es "siente la corazonada".

### Trayectoria histórica
- Nota: la Segunda División B fue introducida en 1977 como categoría intermedia entre la Segunda División y Tercera División.

## Denominaciones
Fuente:
- Gimnástico Melilla Club de Fútbol: (1976-1980) Nombre oficial en su fundación.
- Unión Deportiva Melilla: (1980-Act.) Cambio de denominación del club con el objetivo del ascenso a Segunda División B.

## Escudo
El escudo de la UD Melilla se compone de una "U" en cuyo interior hay una "D" sobre franjas celestes y blancas, y en la parte superior del escudo hay una corona dorada que tiene encima un balón de fútbol.

## Uniforme
- Primera equipación: Camiseta de color azul, pantalón blanco y medias azules.

|  |

- Segunda equipación: Camiseta de rayas color rojo y negro, pantalón negro y medias negras.

|  |

## Estadio
La UD Melilla juega sus partidos como local en el Estadio Municipal Álvarez Claro:
Inaugurado el 29 de septiembre de 1945.
Tiene una capacidad para 10 000 espectadores.
Las dimensiones del terreno de juego son 106 x 65 metros.
El estadio dispone de césped natural y pistas de atletismo que separan la grada del terreno de juego.

## Datos del club
- Temporadas en Segunda División B: 34
- Temporadas en Tercera División: 10
- Mejor puesto en la liga: 1.º (Segunda División B 1998-99)
- Peor puesto en la liga: 16.º (Tercera División 1976-77)
- Mejor puesto en la Copa: 1/16 de final (temporada 2018-19)
- Peor puesto en la Copa: primera ronda (temporada 2011-12)
- Jugador con más partidos: Chota (341 partidos)
- Máximo Goleador: Chota (84 goles en Liga y Copa)
- Portero menos goleado: Pedro Dorronsoro
- Equipo Filial: La Unión Deportiva Melilla "B" a partir de julio de 2013. Juega en grupo IX de Tercera División de España.

## Organigrama deportivo

### Plantilla y cuerpo técnico 2024-25
- Los jugadores con dorsales superiores al 25 son, a todos los efectos, jugadores de la Unión Deportiva Melilla "B" y como tales, podrán compaginar partidos con el primer y segundo equipo. Como exigen las normas de la LFP desde la temporada 1995-96, los jugadores de la primera plantilla deberán llevar los dorsales del 1 al 25. Del 26 en adelante serán jugadores del equipo filial.
- Un canterano debe permanecer al menos tres años en edad formativa en el club (15-21 años) para ser considerado como tal.[5][6] Un jugador de formación es un jugador extranjero formado en el país de su actual equipo entre los 15 y 21 años (Normativa UEFA).
- Según normativa UEFA, cada club solo puede tener en plantilla un máximo de tres jugadores extracomunitarios que ocupen plaza de extranjero. La lista incluye solo la principal nacionalidad de cada jugador. Algunos de los jugadores no europeos tienen doble nacionalidad de algún país de la UE:

## Jugadores

### Jugadores con más partidos
|    | Jugador                                     | Temporadas                 | Total |
| -- | ------------------------------------------- | -------------------------- | ----- |
| 1  | Mustafá Abdelasam Mohand "Chota"            | 2004-2005 / 2014-2015 (11) | 350   |
| 2  | Juan Carlos Redondo Viciana                 | 1996-1997 / 2004-2005 (8)  | 311   |
| 3  | Yamal Mohamed Amar                          | 1996-1997 / 2008-2009 (12) | 289   |
| 4  | Javier Orta Zaragoza                        | 1996-1997 / 2004-2005 (9)  | 286   |
| 5  | José Carlos Fernández Compán                | 1996-1997 / 2002-2003 (7)  | 253   |
| 6  | Mohamed Mohamed Mahanan                     | 2005-2006 / Actual (10)    | 243   |
| 7  | Enrique Alonso Villaverde "Quique"          | 1996-1997 / 2001-2002 (6)  | 214   |
| 8  | Mohamed Sedik Belkaid "Moha"                | 1996-1997 / 2008-2009 (12) | 208   |
| 9  | Amar Amar Mohamed "Amarito"                 | 2006-2007 / 2014-2015 (9)  | 200   |
| 10 | Pedro José Dorronsoro González "Dorronsoro" | 2007-2008 / 2012-2013 (6)  | 196   |

## Cronología de los últimos entrenadores
- Juan Manuel Generelo Carrasco (Destituido)/ Francisco Sánchez Montoya, 2001-02
- Francisco Sánchez Montoya, 2002-03 (119 partidos)
- Miguel Rivera Mora, 2003-04 (38 partidos)
- José Luis Montes Vicente, 2004-05 (38 partidos)
- Juan Antonio Anquela, 2005-06 (38 partidos)
- José Diego Pastelero Corbacho, 2006-09 (114 partidos)
- Andrés García Tébar, 2009-11 (82 partidos)
- Óscar Cano Moreno, 2011-12 (39 partidos)
- Juan Moya, 2012-2014 (80 partidos)
- Fernando Currás Gallego, 2014-2016
- Jose Carlos Granero, 2016
- Josu Uribe, 2016-2017
- Juan Moya, 2017
- Manuel Herrero Galaso, 2017-2018
- Luis Carrión, 2018-2019
- Víctor Cea Zurita, 2019
- Manuel Herrero Galaso, 2019-2020
- Mohamed Hamed Al-lal "Aloisio", 2020
- Ángel Viadero, 2021
- Manuel Herrero Galaso, 2021-2022
- Miguel Rivera Mora, 2022-2023
- Juan Sabas, 2023-2024
- Víctor Basadre, 2024
- Mere Hermoso, 2024
- David Cabello, 2024-2025
- Ángel Rodríguez Nebreda, 2025-

## Jugadores y entrenadores importantes que han pasado por el Melilla
- Juan Ramón López Caro: exentrenador de la UD Melilla que, después del equipo unionista, entrenó al RCD Mallorca, Real Madrid, Racing de Santander, Levante UD, Celta de Vigo y la Selección de fútbol sub-21 de España. Con este entrenador, el Melilla consiguió el 1.er puesto en la Segunda B.
- Chota: jugador melillense que ha jugado en Primera División pasando por el CD Numancia y el Levante UD.
- Dorronsoro: portero menos goleado de la historia del club, ha jugado partidos como integrante de la plantilla de la selección de fútbol de Cantabria.
- Juan Antonio Anquela: pasó por la temporada 2005-2006, actual entrenador del CD Numancia. Entrenó a la AD Alcorcón llevándolo a Segunda División y disputando la temporada siguiente el Playoff de ascenso a Primera División.
- Bartolomé Hernández Alcalá "Totó": melillense que pasó por las filas de la UD Melilla y después por el FC Barcelona.
- Pepillo II: melillense que pasó por las filas del club y seguidamente del Sevilla FC, Real Madrid, RCD Mallorca, River Plate y CD Málaga. Anotó 5 goles en la goleada del 11-12 del Real Madrid al Elche CF en la temporada 1959-60.
- Aritz Solabarrieta: pasó por el Athletic Club, ha sido internacional con la selección de fútbol de España, de todas las categorías inferiores hasta llegar a la Sub-20 y fue campeón del Campeonato Europeo de la UEFA Sub-19 en 2004 siendo compañero de selección de Sergio Ramos, Andrés Iniesta y Cesc Fàbregas.
- Alberto Bernardo: Jugador hispano-belga que jugó entre otros en el Real Madrid y el Sporting de Gijón en la década de los 80. Jugó dos temporadas en el equipo melillense.

## Administración

### Directiva actual
- Presidente: Luis Manuel Rincón
- Vicepresidente: Antonio Jáuregui
- Secretario general: Alberto Requena
- Vocal Área Social e Institucional: Ángel Peláez
- Vocales Área Social y Deportiva: Jorge González, José Garcés
- Vocal Área Comunicación y Marketing: Venancio Mateo
- Vocal Área Seguridad: Carlos Aranda

## Últimas temporadas del club
| Temporada | Categoría                    | Posición | Copa del Rey  |
| --------- | ---------------------------- | -------- | ------------- |
| 2008-09   | Segunda División B de España | 6.º      | No participó  |
| 2009-10   | Segunda División B de España | 2.º      | 2.ª ronda     |
| 2010-11   | Segunda División B de España | 3.º      | 3.ª ronda     |
| 2011-12   | Segunda División B de España | 5.º      | 1.ª Ronda     |
| 2012-13   | Segunda División B de España | 9.º      | 1/16 de final |
| 2013-14   | Segunda División B de España | 8.º      | No participó  |
| 2014-15   | Segunda División B de España | 7.º      | No participó  |
| 2015-16   | Segunda División B de España | 9.º      | 1.ª Ronda     |
| 2016-17   | Segunda División B de España | 6.º      | No participó  |
| 2017-18   | Segunda División B de España | 5.º      | 1.ª Ronda     |
| 2018-19   | Segunda División B de España | 3.º      | 1/16 de final |
| 2019-20   | Segunda División B de España | 13.º     | 1.ª Ronda     |
| 2020-21   | Segunda División B de España | 7.º/1.º  | No participó  |
| 2021-22   | Segunda División RFEF        | 9.º      | No participó  |
| 2022-23   | Segunda Federación           | 1.º      | Previa        |
| 2023-24   | Primera Federación           | 18.º     | 2.ª ronda     |

## Palmarés

### Torneos nacionales
- Campeonato de Segunda División B de España (1): 1998-99 (Gr. IV).
  - Subcampeón de Segunda División B de España (2): 1989-90 (Gr. III), 2009-10 (Gr. IV).
  - Subcampeón de Tercera División (1): 1978-79 (Gr. VI).
- Ha disputado 5 liguillas de ascenso a Segunda División: 1989-90, 1998-99, 2009-10, 2010-11, 2018-19.

### Torneos amistosos
- Trofeo Ciudad de Melilla (9): 1976, 1977, 1979, 1980, 1983, 1984, 1991.
- Torneo Estación de San Roque (1): 2014.
- Trofeo Norteafricano de Verano (1): 2015.

Última actualización: 10/06/2019

## Equipos hermanados
- Cádiz C. F.: Las aficiones de ambos equipos tienen muy buena relación y siempre hay una gran cordialidad y deportividad entre ellas.
- A. D. Ceuta F. C.: El partido que disputan los dos equipos se denomina el "Derbi Norteafricano". A pesar de la gran rivalidad entre ambos equipos, esta es sana y la relación entre sus aficiones es muy buena.

## Clásicos con la UD Melilla
- Cádiz C. F.: Se han disputado 38 partidos entre ellos, de los cuales el equipo melillense ha ganado 11, empatado 9 y 18 perdidos.
- Sevilla Atlético: 35 partidos entre ellos, la UD Melilla ha ganado 16, empatado 8 y perdido 11.
- Granada C. F.: 34 partidos disputados, en los que el equipo melillense ha ganado 9, empatado 13 y perdido 12.
- Écija Balompié: 34 partidos disputados, en los que el Melilla ha ganado 18, empatado 4 y perdidos 12.
- R. Jaén C. F.: 34 partidos, en los que la UD Melilla ha ganado 11, empatado 9 y perdido 14.
- R. Betis Bpié. B: 32 partidos disputados, el conjunto norteafricano ha ganado 15, empatado 7 y perdido 10.
- A. D. Ceuta F. C.: 28 partidos disputados, en los que el equipo melillense ha ganado 8, empatado 9 y perdido 11.